# ウィリアム・ダウンズ (初代ダウンズ男爵)

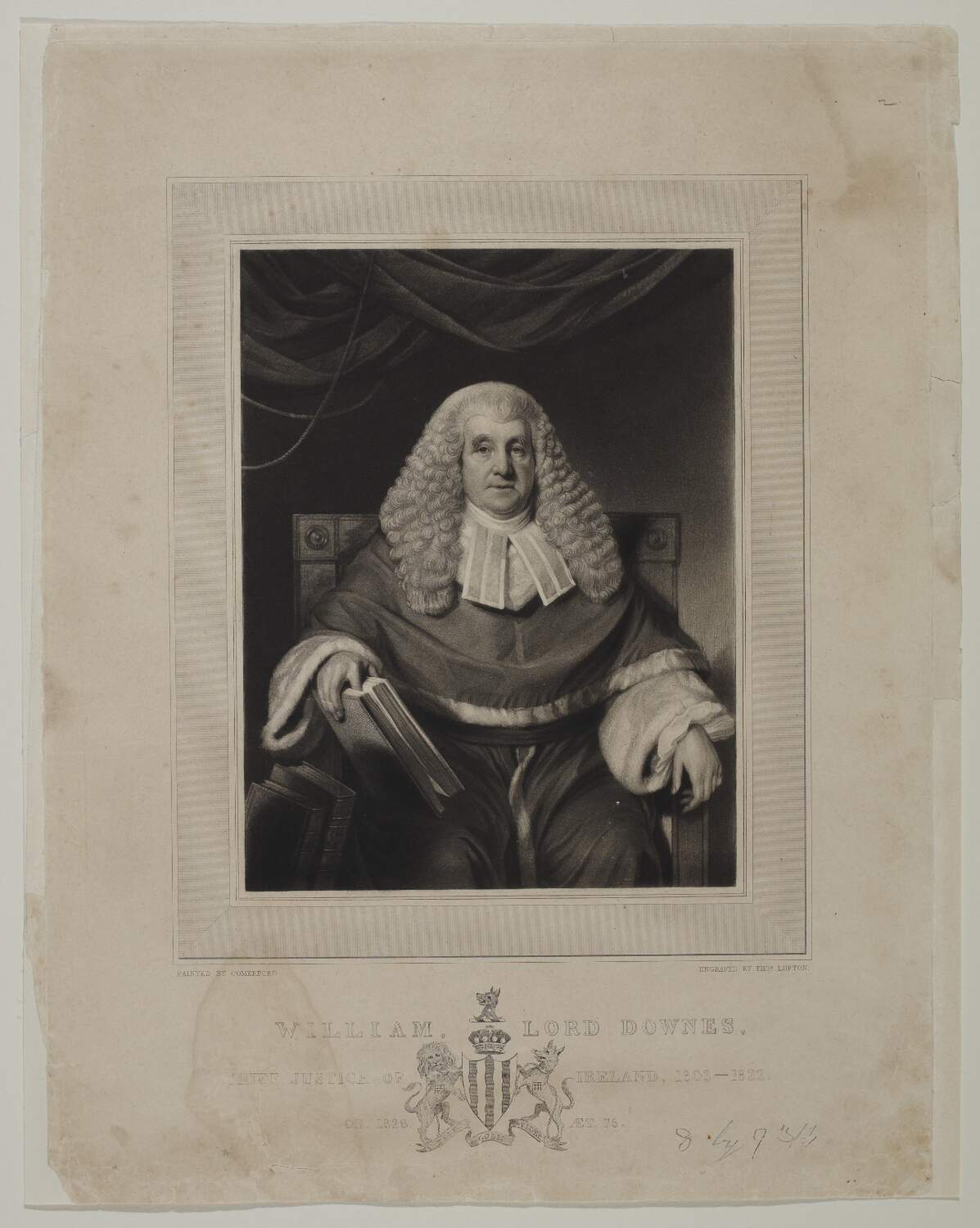
初代ダウンズ男爵。ジョン・カマーフォードの絵画に基づく、トマス・ゴフ・ラップトンによるメゾチント。

初代ダウンズ男爵ウィリアム・ダウンズ（英語: William Downes, 1st Baron Downes PC (Ire)、1751年 – 1826年3月3日）は、イギリスの裁判官、貴族。アイルランド庶民院議員（在任：1790年 – 1792年）、アイルランド首席裁判官（在任：1803年 – 1822年）を務めた。裁判官として有能な人物で首席裁判官に任命されるに至ったが、常に政府を支持したため同時代の人物の間では人気がなかった。

## 生涯
ロバート・ダウンズと妻エリザベス（Elizabeth、旧姓ツイッグ（Twigg）、トマス・ツイッグの娘）の息子として、1751年にダブリンのドニーブルック・キャッスルで生まれた。1754年6月24日、父が決闘で死去した。1768年にダブリン大学トリニティ・カレッジに入学、1773年にB.A.の学位を修得した後、同年11月3日にミドル・テンプルに入学、1776年6月にアイルランドでの弁護士資格免許を取得した。

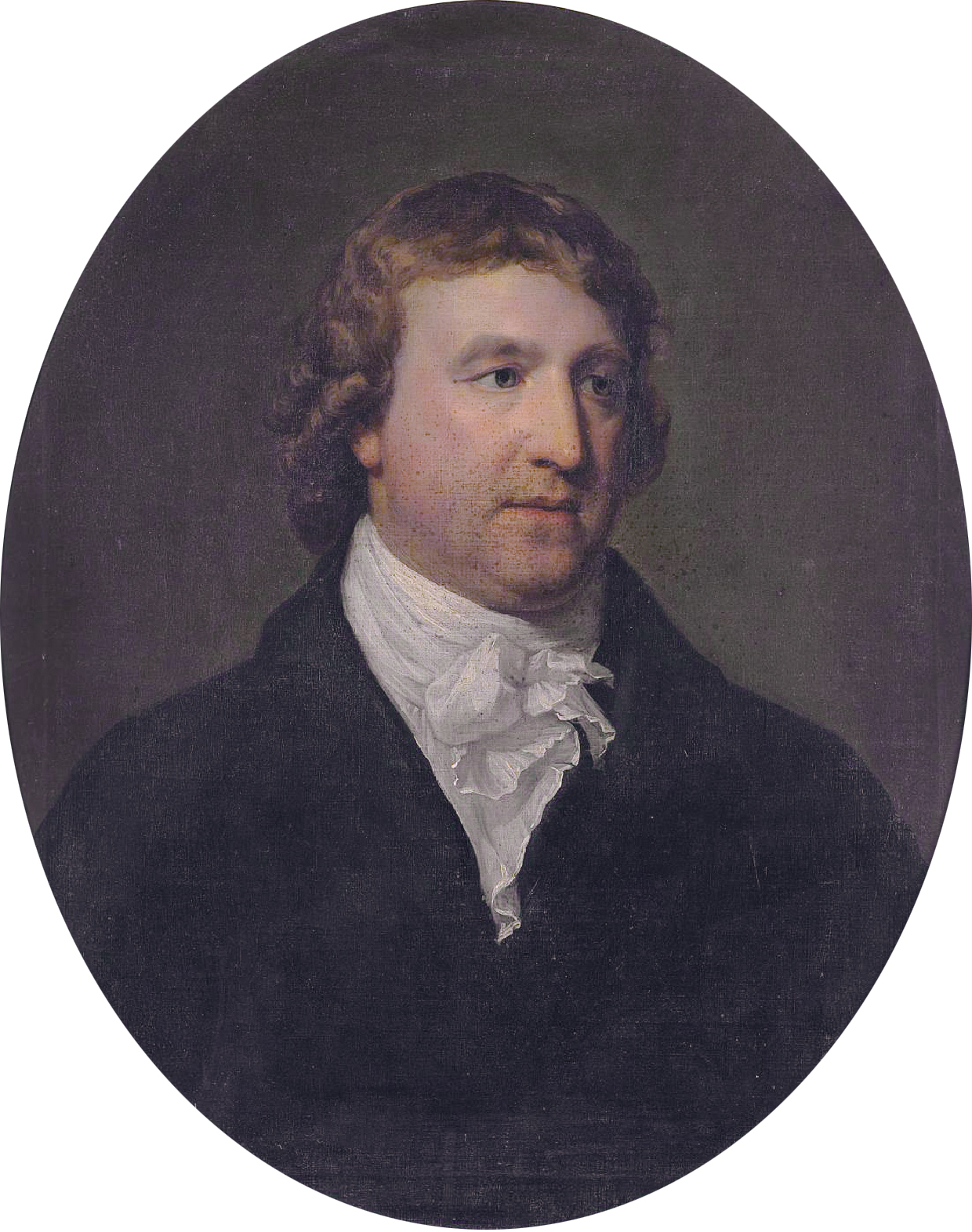
ヒュー・ダグラス・ハミルトンによる肖像画。

弁護士として1788年にジョナー・バリントンの弟を殺害した容疑をかけられたロバート・ロロ・ギレスピーの弁護をして無罪を勝ち取るなど弁護士業で成功を収め、勤勉で有能という評価を得たため、政府の手配により1790年から1792年までドニゴール・バラ選挙区の代表としてアイルランド庶民院議員を務めた。1792年3月、アイルランド王座裁判所の裁判官に任命されるとともに庶民院議員を退任した。同年、キングス・インズの評議員に選出された。
1803年9月にアイルランド首席裁判官のキルワーデン子爵が殺害されると、その後任として就任、同年11月1日にアイルランド枢密院の枢密顧問官に任命された。首席裁判官としての任命は適任であると当時広く受け入れられた。首席裁判官の在任期間は19年間と長かったが、『オックスフォード英国人名事典』によれば、現存する判決書は少ない。
1806年にダブリン大学副総長の初代リーズデイル男爵が辞任すると、総長のカンバーランド＝テヴィオットデイル公爵によりその後任に指名された。就任とともにLL.D.の名誉学位を授与され、以降1816年に辞任するまで副総長を務めた。
1813年にジョン・マギー（John Magee）の文書誹毀罪裁判で裁判官を務めたとき、マギーの弁護士ダニエル・オコンネルが陳述で政府を攻撃した。ダウンズはオコンネルの陳述を止めなかったが、アイルランド主席政務官のロバート・ピールから批判され、オコンネルもダウンズに感謝せず、ダウンズを「悪党」「頑迷」などと批判した。
1822年2月21日に引退とともに3,800ポンドの年金を与えられた。同年12月10日、アイルランド貴族であるキングス・カウンティにおけるアガンヴィルのダウンズ男爵に叙された。ダウンズは生涯未婚であり、爵位にはダウンズの男系男子が断絶した場合、おばの孫にあたるサー・ユリシーズ・バーグおよびその男系男子が継承できるとする特別残余権（special remainder）が定められた。また、1800年合同法の施行以降、新しいアイルランド貴族爵位の創設には3つのアイルランド貴族爵位の廃絶が必要であり、ダウンズ男爵位の創設はダブリン伯爵、ティローリー男爵、タラ男爵位の廃絶を根拠とした。
1805年ごろにダブリンのスティローガンで不動産を購入した後、引退以降も同地に住み、1826年3月3日に生涯未婚のまま同地で死去した。1802年5月に死去した親友ウィリアム・タンカーヴィル・チェンバレンと同じく、ダブリンの聖アン教会に埋葬された。爵位は特別残余権に基づきサー・ユリシーズ・バーグが継承した。

## 人物
弁護士としては有能な人物で、裁判官としても公正で貫禄のある人物だったが、常に政府を支持したため人気がなく、初代クロンメル伯爵ジョン・スコットはダウンズを嫌い、ジョン・フィルポット・カランもダウンズを軽蔑した。
私的にはまじめな性格でほとんど笑わず、女性を寄せ付けずに避けた。第5代準男爵サー・エドワード・クロスビーとは親友だったが、クロスビーは1798年アイルランド反乱に参加した廉で1798年6月に処刑された。裁判官のウィリアム・タンカーヴィル・チェンバレンとも親友であり、死後も遺体がチェンバレンの隣に埋葬された。教会の碑文によれば、2人は「一緒に勉強し、一緒に住み、同じ裁判所の裁判官になり、生き残った方の望みにより同じ墓に眠る」という。